# Hanshagen (Mecklenburg)
Hanshagen (Mecklenburg) este o comună din landul Mecklenburg-Pomerania Inferioară, Germania.